# Schakal

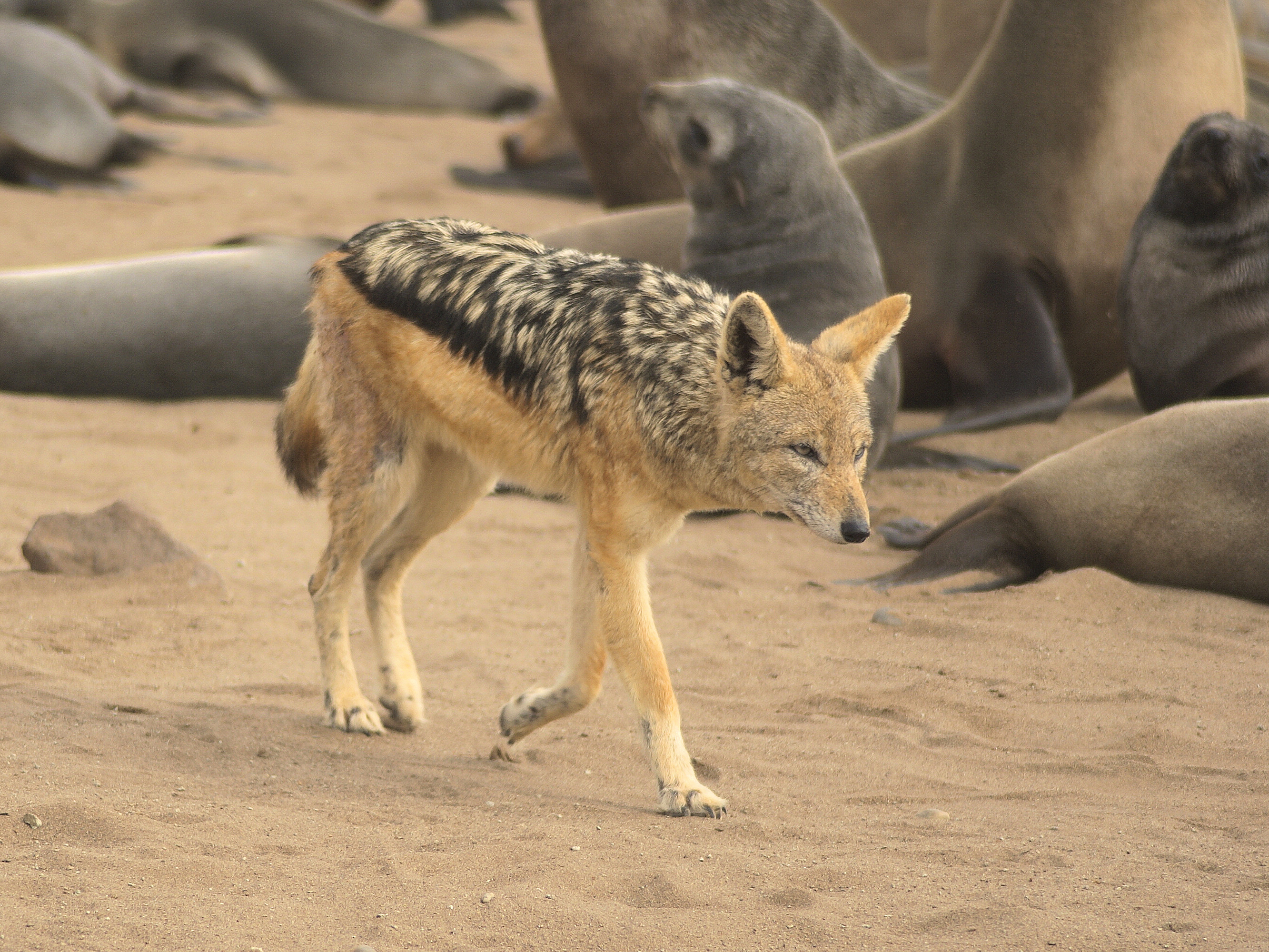
Schabrackenschakal

Schakal ist die Bezeichnung mehrerer Arten der Wildhunde von wolfsähnlicher Gestalt, die deutlich kleiner sind als Wölfe. Sie nehmen ähnliche ökologische Nischen ein und stehen damit in Gebieten, in denen sich ihre Verbreitungsgebiete überschneiden, in Konkurrenz zueinander. Schakale leben als opportunistische Fleischfresser von kleinen und mittelgroßen Beutetieren sowie von Aas. Sie sind ausdauernde Läufer mit langen Beinen und gehen in der Dämmerung und nachts allein oder in kleinen Gruppen auf die Jagd.

## Etymologie
Das Wort Schakal (englisch: jackal) leitet sich ab dem 17. Jahrhundert über persisch شغال (šaġāl) und später türkisch çakal vermutlich ursprünglich vom altindischen śṛgāláḥ ab, was so viel wie „der Heulende“ bedeutet.

## Arten

### Schakale im engeren Sinn

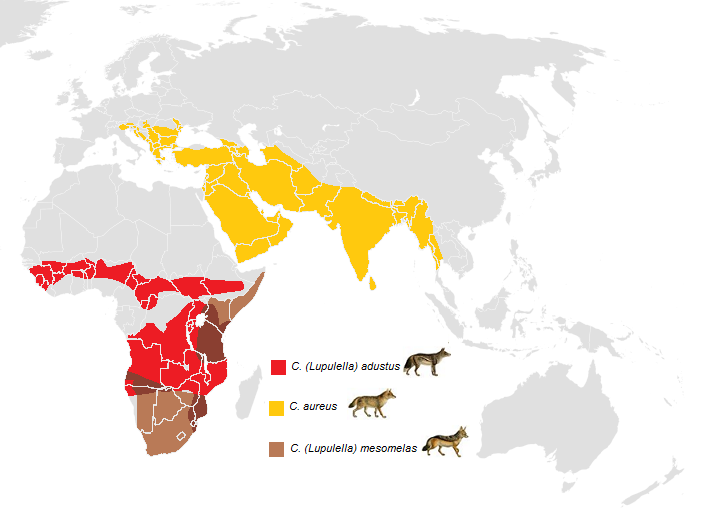
Verbreitungsgebiete der drei Schakalarten

Normalerweise bezeichnet man drei afroasiatische Arten der Gattungen Canis und Lupulella als Schakale:
- Goldschakal (Canis aureus), die am weitesten verbreitete Art
- Schabrackenschakal (Lupulella mesomelas)
- Streifenschakal (Lupulella adustus)

### Weitere „Schakale“
Der Afrikanische Goldwolf (Canis lupaster) wurde früher als ein in Afrika lebender Goldschakal angesehen.
Neben diesen Arten wird der Äthiopische Wolf (Canis simensis) manchmal als „Äthiopischer Schakal“ oder „Abessinischer Schakal“ bezeichnet.
Der nordamerikanische Kojote (Canis latrans) füllt eine ähnliche ökologische Nische wie die Schakale und hat viele Parallelen in seiner Lebensweise. Im englischen Sprachraum wird er daher gelegentlich als American jackal („Amerikanischer Schakal“) bezeichnet.
Es gibt außerdem einen Andenschakal (Lycalopex culpaeus), der zu den südamerikanischen Wildhunden der Gattung Lycalopex gehört und mit den oben genannten Arten nicht näher verwandt ist.

### Molekulargenetische Untersuchungen
In den 2000er Jahren zeigten molekulargenetische Untersuchungen, dass der Schabrackenschakal und der Streifenschakal eng verwandt sind, aber (ganz im Gegensatz zum Goldschakal) nur weitläufig mit anderen Arten der Gattung wie dem Grauwolf verwandt sind; insbesondere auch weitläufiger als der Afrikanische Wildhund und der Rothund (die traditionell als eigenständige Gattungen Lycaon bzw. Cuon geführt wurden). Zur Lösung der Problematik wurde diskutiert:
- Man könnte die  Streifen- und Schabrackenschakale, wie dies vorsichtige Systematiker schon seit langem tun,[3] der Bezeichnung Thos (Oken, 1816) folgend in eine eigene gemeinsame Gattung Thos stellen; oder Zrzavý und Řičánková 2004 folgend, für diese jeweils eigene monotypischen Gattungen einrichten (mit den Spezies Schaeffia adusta beziehungsweise Lupulella mesomelas).[4][5]
- Einem von Wang und Tedford 2008/2009 vorgeschlagenen Stammbaum[6]:S. 148 [7]:S. 181 zufolge könnte man die bisherigen Gattungen Lycaon und Cuon in die Gattung Canis als Untergattungen stellen, ähnliches wurde auch für den fossilen Xenocyon vorgeschlagen[8] und die Stellung des ebenfalls ausgestorbenen Canis ferox müsste nicht revidiert werden. Streifen- und Schabrackenschakal könnten ggf. in der Gattung Canis verbleiben. Die Gattungszugehörigkeit der Streifen- und Schabrackenschakale müsste nicht zwangsläufig geändert werden, beide könnten beispielsweise als Untergattung (etwa Thos) geführt werden.

## Kulturgeschichte
Der ägyptische Gott Anubis wurde mit einem Schakalskopf dargestellt.
Der internationale Tag der Schakale („World Jackal Day“) am 19. April macht auf diese sehr interessante Tiergruppe und eng verwandte Arten aufmerksam, indem er anregt, neueste Informationen über alle Aspekte dieser faszinierenden Kreaturen zu bieten.

## Belege
1. ↑  Wolfgang Pfeifer: „Schakal“ im Etymologischen Wörterbuch des Deutschen. Digitales Wörterbuch der deutschen Sprache, abgerufen am 9. November 2017.
2. ↑  Kerstin Lindblad-Toh et al.: Resolving canid phylogeny. Abschnitt in: Kerstin Lindblad-Toh et al.: Genome sequence, comparative analysis and haplotype structure of the domestic dog. Nature 438, Dezember 2005, S. 803–819.
3. ↑  Eberhard Trumler: Meine wilden Freunde. Die Wildhundarten der Welt. Piper Verlag, München 1981, ISBN 3-492-02483-1, S. 68 f. — Für einen Überblick über die Thos/Canis-Debatte siehe: Holger Homann: Thos vs. Canis. (Memento vom 13. November 2014 im Internet Archive) 2004 (englisch). Ursprünglich in: holgerhomann.us.
4. ↑  Jan Zrzavý, Věra Řičánková: Phylogeny of Recent Canidae (Mammalia, Carnivora): Relative Reliability and Utility of Morphological and Molecular Datasets. In: Zoologica Scripta. Band 33, Nr. 4, Juli 2004, S. 311–333, doi:10.1111/j.0300-3256.2004.00152.x.
5. ↑  Die Stellung von Canis ferox wäre dann zu überprüfen.
6. ↑  Xiaoming Wang, Richard H. Tedford: Dogs: Their Fossil Relatives and Evolutionary History. Columbia University Press, New York 2008. Buch; PDF.
7. ↑  Richard H. Tedford, Xiaoming Wang, Beryl E. Taylor: Phylogenetic Systematics of the North American Fossil Caninae (Carnivora: Canidae). In: Bulletin of the American Museum of Natural History. AMNH, Vol. 325, New York 2009, S. 1–218 (PDF; 15,3 MB), doi:10.1206/574.1.
8. ↑  Lorenzo Rook: The Plio-Pleistocene Old World Canis (Xenocyon) ex gr. falconeri. In: Bolletino della Società Paleontologica Italiana. 33, 1994 (via Research Gate online seit 28. Dezember 2015), S. 71–82.
9. ↑  19.04 World Jackal Day – golden jackal project austria. Abgerufen am 12. April 2023 (britisches Englisch).